# Georg Höhn

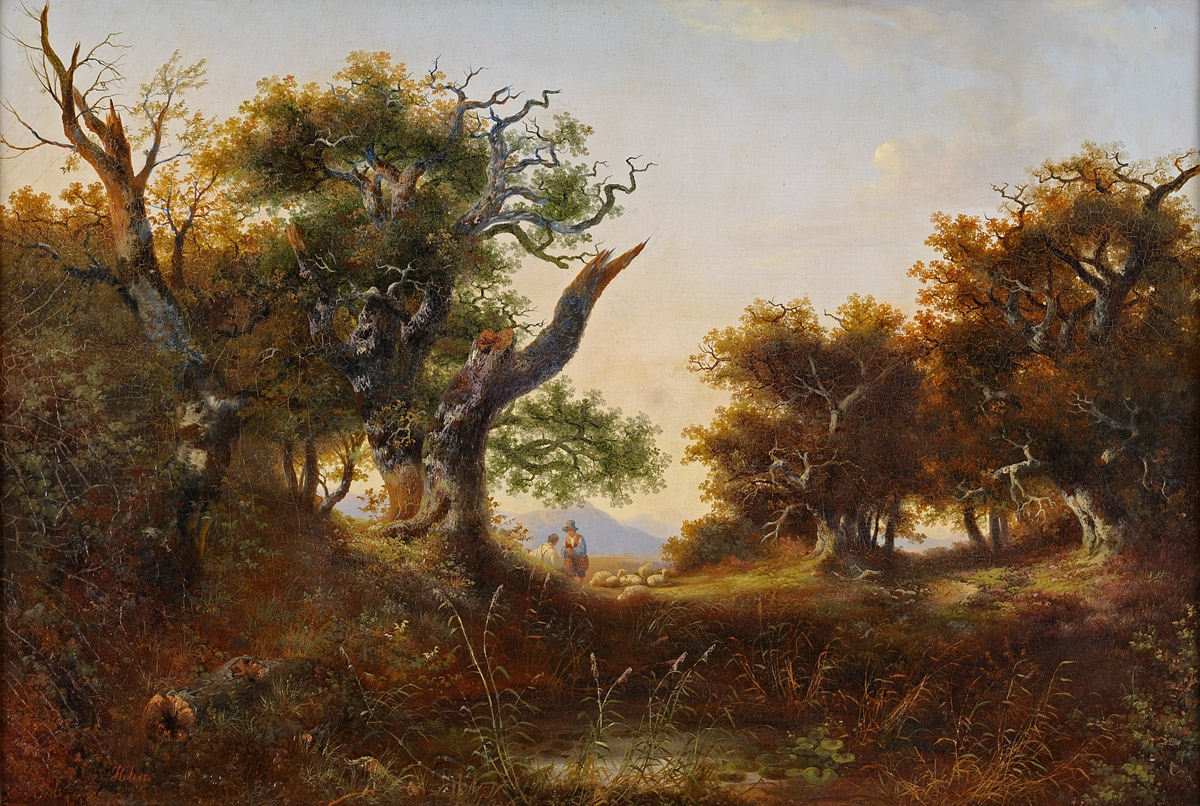
Georg Höhn: Landschaft mit Schäfer

Georg Höhn (* 1. Juli 1812 in Neustrelitz; † 20. Januar 1879 in Dessau) war ein deutscher Landschaftsmaler.
Höhn besuchte von 1828 bis 1831 die Akademie zu Berlin und trat dann in das Atelier des Professors Karl Blechen ein.
1838 erschien sein erstes Bild: Ein Klosterhof, auf der Berliner Kunstausstellung und wurde von Friedrich Wilhelm III. angekauft. Seit 1837 lebte Höhn in Dessau, wo er am 20. Januar 1879 starb.
Er malte vorzugsweise Eichenlandschaften der dortigen Gegend und staffierte sie mit Figuren oder mit Hochwild, wofür er als erfahrener Jäger eine feine Beobachtungsgabe zeigte. Seine Bilder sind meist von kleinerem Format. Einige größere Landschaften, Veduten aus der Umgegend Dessaus, malte er im Auftrag des dortigen Hofs. Das Gemälde Ein winterlicher Eichenforst bei Dessau befindet sich in der Berliner Nationalgalerie.